# Ами (Мельхестинский сельсовет)
Ами (чечен. Ӏамие) — покинутый аул в исторической области Малхиста, современный Итум-Калинский район Чеченской Республики, входил в Мельхестинский сельсовет.

## География
Аул расположен на правом берегу реки Бастыхи, к югу от районного центра Галанчож.
Ближайшие населённые пункты: на севере — бывшие аулы Кай, Верхний Кий и Нижний Кий, на юго-востоке — бывший аул Басты, на юго-западе — аулы бывшие Бенесты, Цинчемехи, Икильчи и Нахорусты.

## История
Аул Ами был ликвидирован в 1944 году во время выселения чеченцев. После восстановления Чечено-Ингушской АССР в 1956 году чеченцам было запрещено селиться в данном районе.
В рамках Второй чеченской войны в Итум-Калинском районе и, непосредственно в Малхисте, с 17 декабря 1999 года по 15 февраля 2000 года проходила совместная специальная десантная операция пограничных войск ФПС РФ, десантно-штурмовых и артиллерийских формирований Министерства обороны РФ против чеченских вооружённых формирований и иностранцев поддерживавших ЧРИ (т. н. «Аргунский/Итум-Калинский десант»).

## Пресса. Ссылки
- Удманцев В. В. Аргунский десант : ст. // «Независимое военное обозрение» : еженедельное приложение к «Независимой газете» (электрон. версия ежедн. обществ.-полит. газеты) / Гл. ред. и Ген. дир. К. В. Ремчуков, шеф-ред. интернет редакции Р. В. Смирнов, ответ. ред. «НВО» Д. В. Литовкин. — свид. Эл № ФС77-60208 от 17.12.2014, выдано Роскомнадзором. — М., 12.01.2001. — (нач. работы с 21.12.1990). — 40 000 экз.